# Pisodonophis
Pisodonophis (Kaup, 1856) è un genere di pesci ossei marini appartenenti alla famiglia Ophichthidae.

## Distribuzione e habitat
La maggioranza delle specie vive nell'Indo-Pacifico tropicale, subtropicale e, in piccola parte, temperato caldo, solo P.daspilotus si trova nell'oceano Pacifico orientale e P. semicinctus nell'oceano Atlantico orientale da cui è penetrato nel mar Mediterraneo.
Sono pesci costieri tipici di fondi molli e di ambienti a mangrovie. Alcune specie, tra le quali P. boro sono tra i pochissimi anguilliformi a spingersi in acqua dolce.

## Descrizione
P. cancrivorus è la specie più grande e raggiunge 108 cm di lunghezza.

## Tassonomia
Il genere comprende 9 specie:
- Pisodonophis boro
- Pisodonophis cancrivorus
- Pisodonophis copelandi
- Pisodonophis daspilotus
- Pisodonophis hijala
- Pisodonophis hoevenii
- Pisodonophis hypselopterus
- Pisodonophis sangjuensi
- Pisodonophis semicinctus